# 림프종모양 육아종증
림프종모양 육아종증(Lymphomatoid granulomatosis, LYG 또는 LG)은 1972년에 처음으로 특징지어진 매우 희귀한 림프증식성 장애이다. 림프종모양 육아종증은 림프종과 유사한 것을 의미하며 육아종증은 다형성 림프성 침윤 및 그 안에 국소 괴사가 있는 육아종 존재의 미세한 특징을 나타낸다.
LG는 중년층에 가장 흔히 영향을 미치지만 젊은층에서도 가끔 관찰된다. 남성은 여성보다 2배 더 자주 영향을 받는 것으로 나타났다.

## 원인
림프종모양 육아종증은 악성 B 세포와 반응성, 비악성 T 세포를 포함하며 거의 항상 엡스타인-바 바이러스에 의한 악성 B 세포의 감염과 연관되어 있다. 따라서 이는 엡스타인-바 바이러스 관련 림프증식성 질환의 한 형태로 간주된다. 이 질병은 엡스타인 바 바이러스 감염과 면역억제제(메토트렉세이트 및 아자티오프린에 대한 사례 보고 포함)를 통한 면역억제, HIV 또는 만성 바이러스 간염과 같은 감염 또는 내인성 T세포 결함이 결합되어 유발되는 것으로 여겨진다.